# Marc Dex
Marc Dex (Retie, 3 maart 1943) is de artiestennaam van de Belgische zanger en liedjesschrijver Marcel August Deckx.

## Levensloop
Marc Dex wordt begin jaren zestig ontdekt. Hij toert dan rond met zijn orkest The Ruby's. In 1964 krijgt hij een platencontract en brengt enkele singles uit, onder andere Vaarwel Jenny. Zijn grote doorbraak vindt plaats tijdens Canzonissima 1967-1968. In dit programma, dat later als Eurosong door het leven zou gaan, werd destijds tweejaarlijks de Vlaamse bijdrage voor het Eurovisiesongfestival gekozen. Alleen de jaargang 1967-1968 had niet die bedoeling: in 1968 was namelijk de RTBF aan zet om een kandidaat naar het songfestival te sturen. Omdat Canzonissima in het seizoen 1966-1967 zo populair was geweest, besloot de BRT echter om Canzonissima ook in het seizoen 1967-1968 te organiseren. Dankzij de stemmen van het publiek komt Marc Dex met drie liedjes in de finale (Oh clown, La la la lai en Niet huilen mama), die in Vlaanderen alle drie uit zouden groeien tot grote hits. Canzonissima 1967-1968 wordt echter gewonnen door Liliane Saint-Pierre met Wat moet ik doen.
Met Maar in Amerika scoort Dex in het voorjaar van 1969 een nummer 1-hit in de Vlaamse hitparade. Ook in de rest van dat jaar blijft hij prominent in de hitlijsten aanwezig, met liedjes als Aardig meisje van de buiten, Morgen is het te laat en Palma de Mallorca. Vanaf 1971 neemt zijn succes echter af, al blijft hij vele singles uitbrengen en wint hij met Papa wanneer kom je thuis in 1975 de Radio 2 Zomerhit. Vervolgens besluit Dex om zich, naast zijn eigen zangcarrière, ook toe te leggen op het schrijven en produceren van muziek voor andere artiesten.
In de jaren tachtig begint Marc Dex een café met een artiestenpodium om jong talent te ondersteunen. Onder andere Margriet Hermans zet er haar eerste stappen in de showwereld en veel van haar eerste nummers worden door Dex geschreven. In 1989 richt hij een theaterbureau op. Verder is hij nauw betrokken bij het debuutalbum van Wendy Van Wanten (Verliefd, 1991) en de muzikale carrière van zijn dochter Barbara Dex, voor wie hij onder meer de Belgische songfestivalinzending van 1993, Iemand als jij, (mede) schrijft en produceert.
Naar aanleiding van zijn 75ste verjaardag verschijnt in 2018 het album Dank voor al die jaren, met daarop zowel oude hits als nieuwe opnames. In januari 2022 volgt het verzamelalbum Een leven vol muziek, bestaande uit twee cd's.

### Familie
Marc Dex huwde in 1971 en kreeg drie kinderen, onder wie zangeres Barbara Dex (1974). Zanger Juul Kabas (1944–2022) was een jongere broer van Marc Dex. Samen met dochter Barbara en broer Juul Kabas werd Marc Dex in 2009 opgenomen in de Radio 2-eregalerij voor "een leven vol muziek". Zijn nummer Oh clown werd in dat jaar tevens opgenomen in de Eregalerij van de Vlaamse klassiekers van Radio 2. In 2018 eerde Barbara Dex haar vader door een album op te nemen met covers van zijn werk.

## Hitnoteringen
| Single met hitnotering(en) in de Vlaamse Ultratop 50 | Datum van verschijnen | Datum van binnenkomst | Hoogste positie | Aantal weken | Opmerkingen                 |
| ---------------------------------------------------- | --------------------- | --------------------- | --------------- | ------------ | --------------------------- |
| Als wij marcheren                                    | 1967                  | 11-11-1967            | 14              | 5            |                             |
| Oh, clown!                                           | 1968                  | 13-01-1968            | 4               | 12           |                             |
| La la la lai (Gezondheid)                            | 1968                  | 10-02-1968            | 9               | 6            |                             |
| Niet huilen mama                                     | 1968                  | 06-04-1968            | 3               | 13           |                             |
| Bla-bla-bla!                                         | 1968                  | 20-07-1968            | 12              | 7            |                             |
| Rozen zonder doornen                                 | 1968                  | 19-10-1968            | 3               | 12           |                             |
| Vergeef het mij!                                     | 1968                  | 14-12-1968            | 9               | 9            |                             |
| Maar in Amerika                                      | 1969                  | 08-03-1969            | 1 (3wk)         | 14           |                             |
| Aardig meisje van de buiten                          | 1969                  | 28-06-1969            | 9               | 14           |                             |
| Morgen is het te laat                                | 1969                  | 04-10-1969            | 13              | 8            |                             |
| Palma de Mallorca                                    | 1969                  | 13-12-1969            | 2               | 11           |                             |
| Joekaidi!                                            | 1970                  | 14-03-1970            | 6               | 6            |                             |
| In je ogen                                           | 1970                  | 11-07-1970            | 28              | 2            |                             |
| Tennessee baby                                       | 1971                  | 16-01-1971            | 25              | 3            |                             |
| Monica                                               | 1971                  | 05-06-1971            | 30              | 1            |                             |
| Tot het overgaat                                     | 2013                  | 13-04-2013            | tip82           | -            |                             |
| Weet je nog                                          | 2015                  | 11-04-2015            | tip92           | -            | Nr. 41 in de Vlaamse Top 50 |
| Dank voor al die jaren                               | 2018                  | 03-03-2018            | tip             | -            | Nr. 38 in de Vlaamse Top 50 |

| Album met hitnotering(en) in de Vlaamse Ultratop 200 albums | Datum van verschijnen | Datum van binnenkomst | Hoogste positie | Aantal weken | Opmerkingen |
| ----------------------------------------------------------- | --------------------- | --------------------- | --------------- | ------------ | ----------- |
| Dank voor al die jaren                                      | 2018                  | 24-03-2018            | 125             | 4            |             |
| Een leven vol muziek - Het beste van Marc Dex               | 2022                  | 22-01-2022            | 80              | 5            |             |